# Santo António de Monforte
Santo António de Monforte ist eine Gemeinde (Freguesia) im portugiesischen Kreis Chaves. In ihr leben 397 Einwohner (Stand 19. April 2021).